# Aaadonta angaurana
Aaadonta angaurana is een slak uit de familie van de Endodontidae. De wetenschappelijke naam van de soort is voor het eerst geldig gepubliceerd in 1976 door Solem. De soort is endemisch in Palau.